# 스코틀랜드 보수당
스코틀랜드 보수당(영어: Scottish Conservative Party, 스코틀랜드 게일어: Pàrtaidh Tòraidheachd na h-Alba, 스코트어: Scots Naitional Pairtie)은 스코틀랜드의 정당이다. 현재 스코틀랜드 국민당 다음으로 의석을 확보하고 있으며, 스코틀랜드 지역 내에서는 제2당이며 스코틀랜드 의회에서는 제2야당을 유지하고 있다.

## 같이 보기
- 북아일랜드 보수당
- 웨일스 보수당